# Vienna Vikings
I Vienna Vikings sono una squadra di football americano di Vienna, in Austria.
Il loro nome commerciale attuale è Dacia Vikings Vienna, in quanto sono sponsorizzati dalla società automobilistica Dacia. in passato sono stati conosciuti come Raiffeisen Vikings Vienna, Chrysler Vikings Vienna e Dodge Vikings Vienna.

## Storia
La squadra è stata fondata l'11 ottobre del 1983 da Thomas Aichmar e Thomas Bundschuh. Da allora è diventata una delle squadre più titolate d'Europa, avendo vinto 5 edizioni dell'Eurobowl, 15 titoli nazionali maschili e 21 femminili.
Il loro campo casalingo è l'Hohe Warte Stadion di Vienna.
Il 25 settembre 2021 hanno annunciato che a partire dalla stagione 2022 parteciperanno alla ELF.
Il 17 febbraio 2022 la squadra annuncia che per la stagione ELF 2022 giocherà le partite casalinghe allo stadio Generali Arena

## Dettaglio stagioni

### Tornei nazionali

#### Campionato

##### AFL
| Stagione | regular season | regular season | regular season | regular season | regular season | regular season | playoff | playoff | playoff | playoff | playoff | playoff       | playoff        |
|          | Vin            | Par            | Per            | Tot            | PF             | PS             | Vin     | Per     | Tot     | PF      | PS      | risultato     | avversaria     |
| -------- | -------------- | -------------- | -------------- | -------------- | -------------- | -------------- | ------- | ------- | ------- | ------- | ------- | ------------- | -------------- |
| 1985-86  | 6+?            | 0+?            | 1+?            | 8              | 350+?          | 92+?           | 1       | 1       | 2       | 28      | 44      | Austrian Bowl | Graz Giants    |
| 1988     | 6              | 0              | 2              | 8              | 210+?          | 83+?           | 1       | 1       | 2       | 55      | 45      | Austrian Bowl | Graz Giants    |
| 1989     | 6              | 0              | 2              | 8              | 341            | 116            | 0       | 1       | 1       | 0       | 66      | Semifinale    | Salzburg Lions |
| 1990     | 5              | 0              | 3              | 8              | 237            | 85             | 0       | 1       | 1       | 8       | 28      | Semifinale    | Graz Giants    |
| 2000     | 8              | 0              | 0              | 6              | 357            | 100            | 2       | 0       | 2       | 84      | 36      | Campioni      | Tirol Raiders  |
| 2004     | 6              | 0              | 0              | 6              | 278            | 71             | 1       | 1       | 2       | 75      | 35      | Austrian Bowl | Tirol Raiders  |
| 2007     | 7              | 0              | 1              | 8              | 323            | 156            | 1       | 0       | 1       | 42      | 14      | Campioni      | Graz Giants    |
| 2008     | 3              | 0              | 3              | 6              | 202            | 155            | 0       | 1       | 1       | 24      | 55      | Semifinale    | Tirol Raiders  |
| 2009     | 3              | 0              | 5              | 8              | 186            | 220            | 3       | 0       | 3       | 61      | 54      | Campioni      | Graz Giants    |
| 2010     | 4              | 0              | 2              | 6              | 179            | 118            | 0       | 1       | 1       | 24      | 31      | Semifinale    | Danube Dragons |
| 2011     | 5              | 0              | 1              | 6              | 237            | 52             | 1       | 1       | 2       | 32      | 37      | Austrian Bowl | Tirol Raiders  |
| 2012     | 9              | 0              | 1              | 10             | 360            | 91             | 2       | 0       | 2       | 96      | 66      | Campioni      | Tirol Raiders  |
| 2013     | 10             | 0              | 0              | 10             | 420            | 164            | 2       | 0       | 2       | 83      | 46      | Campioni      | Tirol Raiders  |
| 2014     | 6              | 0              | 2              | 8              | 239            | 116            | 2       | 0       | 2       | 65      | 44      | Campioni      | Tirol Raiders  |
| 2015     | 7              | 0              | 1              | 8              | 267            | 178            | 1       | 1       | 2       | 38      | 65      | Austrian Bowl | Tirol Raiders  |
| 2016     | 7              | 0              | 3              | 10             | 246            | 183            | 1       | 1       | 2       | 33      | 20      | Semifinale    | Graz Giants    |
| 2017     | 9              | 0              | 1              | 10             | 501            | 174            | 2       | 0       | 2       | 66      | 44      | Campioni      | Tirol Raiders  |
| 2018     | 8              | 0              | 2              | 10             | 397            | 234            | 1       | 1       | 2       | 83      | 72      | Austrian Bowl | Tirol Raiders  |
| 2019     | 7              | 0              | 3              | 10             | 330            | 217            | 1       | 1       | 2       | 62      | 63      | Austrian Bowl | Tirol Raiders  |
| 2020     | 3              | 0              | 0              | 3              | 122            | 61             | -       | -       | -       | -       | -       | Campioni      | Graz Giants    |
| 2021     | 7              | 0              | 1              | 8              | 293            | 149            | 1       | 1       | 2       | 35      | 53      | Austrian Bowl | Tirol Raiders  |
| 2022     | 7              | 0              | 3              | 10             | 400            | 313            | 1       | 1       | 2       | 79      | 95      | Austrian Bowl | Danube Dragons |
| 2023     | 7              | 0              | 3              | 10             | 356            | 129            | 1       | 1       | 2       | 40      | 31      | Austrian Bowl | Vienna Dragons |
| Totale   | 146+?          | 0+?            | 40+?           | 187            | 6831+?         | 3277+?         | 24      | 16      | 40      | 1113    | 1044    |               |                |

Fonti: Enciclopedia del Football - A cura di Massimo Mezzetti

##### Austrian Football Division Ladies/AFL - Division Ladies
| Stagione | regular season | regular season | regular season | regular season | regular season | regular season | playoff | playoff | playoff | playoff | playoff | playoff     | playoff                                       |
|          | Vin            | Par            | Per            | Tot            | PF             | PS             | Vin     | Per     | Tot     | PF      | PS      | risultato   | avversaria                                    |
| -------- | -------------- | -------------- | -------------- | -------------- | -------------- | -------------- | ------- | ------- | ------- | ------- | ------- | ----------- | --------------------------------------------- |
| 2008     | 3              | 0              | 1              | 4              | 129            | 92             | 1       | 0       | 1       | 26      | 6       | Campionesse | Graz Black Widows                             |
| 2009     | 5              | 0              | 1              | 6              | 258            | 142            | 1       | 0       | 1       | 70      | 50      | Campionesse | Budapest Wolves Ladies                        |
| 2010     | 4              | 0              | 0              | 4              | 125            | 12             | 1       | 0       | 1       | 40      | 24      | Campionesse | Lower Austria Titans Ladies/Graz Black Widows |
| 2011     | 4              | 0              | 0              | 4              | 173            | 19             | 1       | 0       | 1       | 27      | 12      | Campionesse | Budapest Wolves Ladies                        |
| 2012     | -              | -              | -              | -              | -              | -              | 1       | 0       | 1       | 55      | 0       | Campionesse | Budapest Wolves Ladies                        |
| 2013     | 4              | 0              | 0              | 4              | 193            | 6              | 1       | 0       | 1       | 50      | 0       | Campionesse | Danube Dragons Ladies                         |
| 2014     | 4              | 0              | 0              | 4              | 190            | 0              | 1       | 0       | 1       | 25      | 0       | Campionesse | Danube Dragons Ladies                         |
| 2015     | 4              | 0              | 0              | 4              | 218            | 6              | 1       | 0       | 1       | 26      | 14      | Campionesse | Danube Dragons Ladies                         |
| 2016     | 4              | 0              | 0              | 4              | 113            | 6              | 2       | 0       | 2       | 69      | 0       | Campionesse | Budapest Wolves Ladies                        |
| 2017     | 6              | 0              | 0              | 6              | 259            | 6              | 2       | 0       | 2       | 87      | 0       | Campionesse | Danube Dragons Ladies                         |
| 2018     | 5              | 0              | 0              | 5              | 260            | 12             | 1       | 0       | 1       | 31      | 14      | Campionesse | Danube Dragons Ladies                         |
| 2019     | 5              | 0              | 0              | 5              | 248            | 0              | 1       | 0       | 1       | 44      | 0       | Campionesse | Schwaz Hammers Ladies                         |
| 2020     | 4              | 0              | 0              | 4              | 157            | 0              | -       | -       | -       | -       | -       | Campionesse | -                                             |
| 2021     | 4              | 0              | 0              | 4              | 134            | 33             | 1       | 0       | 1       | 34      | 21      | Campionesse | Salzburg Ducks Ladies                         |
| 2022     | 4              | 0              | 0              | 4              | 176            | 55             | 1       | 0       | 1       | 48      | 0       | Campionesse | Telfs Patriots Ladies                         |
| 2023     | 6              | 0              | 0              | 6              | 298            | 40             | 1       | 0       | 1       | 58      | 0       | Campionesse | Telfs Patriots Ladies/Schwaz Hammers Ladies   |
| 2024     | 0              | 0              | 4              | 4              | 52             | 187            | -       | -       | -       | -       | -       | -           | -                                             |
| Totale   | 66             | 0              | 6              | 72             | 3003           | 616            | 17      | 0       | 17      | 690     | 141     |             |                                               |

Fonti: Enciclopedia del Football - A cura di Massimo Mezzetti

##### American Football 2. Liga/Austrian Football Division 1/AFL Division I
| Stagione | regular season | regular season | regular season | regular season | regular season | regular season | playoff | playoff | playoff | playoff | playoff | playoff     | playoff                |
|          | Vin            | Par            | Per            | Tot            | PF             | PS             | Vin     | Per     | Tot     | PF      | PS      | risultato   | avversaria             |
| -------- | -------------- | -------------- | -------------- | -------------- | -------------- | -------------- | ------- | ------- | ------- | ------- | ------- | ----------- | ---------------------- |
| 1984     | ?              | ?              | ?              | ?              | ?              | ?              | ?       | ?       | ?       | 28+?    | 22+?    | Campioni    | Linz Rhinos            |
| 2004     | 2+?            | 0+?            | 2+?            | 6              | 59+?           | 22+?           | 3       | 0       | 3       | 41+?    | 30+?    | Campioni    | Salzburg Bulls         |
| 2008     | 6              | 0              | 2              | 8              | 270            | 156            | 2       | 0       | 2       | 82      | 17      | Campioni    | Sankt Pölten Invaders  |
| 2011     | 4              | 0              | 2              | 6              | 125            | 76             | 0       | 1       | 1       | 10      | 48      | Semifinale  | Tirol Raiders JV       |
| 2012     | 4              | 0              | 4              | 8              | 183            | 140            | 0       | 1       | 1       | 9       | 19      | Semifinale  | Vienna Knights         |
| 2013     | 6              | 0              | 2              | 8              | 287            | 196            | 1       | 1       | 2       | 80      | 55      | Silver Bowl | Cineplexx Blue Devils  |
| 2014     | 8              | 0              | 0              | 8              | 236            | 74             | 2       | 0       | 2       | 92      | 34      | Campioni    | Carinthian Lions       |
| 2015     | 7              | 0              | 1              | 8              | 213            | 134            | 0       | 1       | 1       | 13      | 24      | Semifinale  | AFC Rangers            |
| 2016     | 1              | 0              | 7              | 8              | 140            | 254            | -       | -       | -       | -       | -       | -           | -                      |
| 2017     | 5              | 0              | 3              | 8              | 252            | 205            | -       | -       | -       | -       | -       | -           | -                      |
| 2018     | 6              | 0              | 2              | 8              | 151            | 123            | 0       | 1       | 1       | 3       | 10      | Semifinale  | Amstetten Thunder      |
| 2019     | 2              | 0              | 6              | 8              | 105            | 218            | -       | -       | -       | -       | -       | -           | -                      |
| 2021     | 6              | 0              | 0              | 6              | 271            | 80             | 1       | 1       | 2       | 71      | 74      | Silver Bowl | Salzburg Football Team |
| Totale   | 57+?           | 0+?            | 31+?           | 90             | 2292+?         | 1678+?         | 9+?     | 6+?     | 15+?    | 429+?   | 333+?   |             |                        |

Fonti: Enciclopedia del Football - A cura di Massimo Mezzetti

##### Austrian Football Division Ladies 2
| Stagione | regular season | regular season | regular season | regular season | regular season | regular season | playoff | playoff | playoff | playoff | playoff | playoff     | playoff               |
|          | Vin            | Par            | Per            | Tot            | PF             | PS             | Vin     | Per     | Tot     | PF      | PS      | risultato   | avversaria            |
| -------- | -------------- | -------------- | -------------- | -------------- | -------------- | -------------- | ------- | ------- | ------- | ------- | ------- | ----------- | --------------------- |
| 2012     | 4              | 0              | 0              | 4              | 171            | 0              | 1       | 0       | 1       | 26      | 0       | Campionesse | Danube Dragons Ladies |
| Totale   | 4              | 0              | 0              | 4              | 171            | 0              | 1       | 0       | 1       | 26      | 0       |             |                       |

Fonti: Enciclopedia del Football - A cura di Massimo Mezzetti

##### AFL - Division III
| Stagione | regular season | regular season | regular season | regular season | regular season | regular season | playoff | playoff | playoff | playoff | playoff | playoff   | playoff       |
|          | Vin            | Par            | Per            | Tot            | PF             | PS             | Vin     | Per     | Tot     | PF      | PS      | risultato | avversaria    |
| -------- | -------------- | -------------- | -------------- | -------------- | -------------- | -------------- | ------- | ------- | ------- | ------- | ------- | --------- | ------------- |
| 2022     | 4              | 0              | 4              | 8              | 199            | 129            | -       | -       | -       | -       | -       | -         | -             |
| 2023     | 8              | 0              | 0              | 8              | 223            | 30             | 2       | 0       | 2       | 71      | 14      | Campioni  | AFC Grizzlies |
| Totale   | 12             | 0              | 4              | 16             | 422            | 159            | 2       | 0       | 2       | 71      | 14      |           |               |

Fonti: Enciclopedia del Football - A cura di Massimo Mezzetti

##### AFL - Division IV
| Stagione | regular season | regular season | regular season | regular season | regular season | regular season | playoff | playoff | playoff | playoff | playoff | playoff   | playoff    |
|          | Vin            | Par            | Per            | Tot            | PF             | PS             | Vin     | Per     | Tot     | PF      | PS      | risultato | avversaria |
| -------- | -------------- | -------------- | -------------- | -------------- | -------------- | -------------- | ------- | ------- | ------- | ------- | ------- | --------- | ---------- |
| 2015     | 1              | 0              | 5              | 6              | 23             | 228            | -       | -       | -       | -       | -       | -         | -          |
| 2016     | 2              | 0              | 4              | 6              | 36             | 153            | -       | -       | -       | -       | -       | -         | -          |
| 2017     | 0              | 0              | 6              | 6              | 49             | 279            | -       | -       | -       | -       | -       | -         | -          |
| 2018     | 0              | 0              | 6              | 6              | 53             | 293            | -       | -       | -       | -       | -       | -         | -          |
| 2019     | 0              | 0              | 6              | 6              | 53             | 276            | -       | -       | -       | -       | -       | -         | -          |
| 2021     | 3              | 0              | 3              | 6              | 123            | 123            | -       | -       | -       | -       | -       | -         | -          |
| Totale   | 6              | 0              | 30             | 36             | 337            | 1352           | -       | -       | -       | -       | -       |           |            |

Fonti: Enciclopedia del Football - A cura di Massimo Mezzetti

### Tornei internazionali

#### European Football League (1986-2013)
| Stagione | regular season | regular season | regular season | regular season | regular season | regular season | playoff | playoff | playoff | playoff | playoff | playoff          | playoff               |
|          | Vin            | Par            | Per            | Tot            | PF             | PS             | Vin     | Per     | Tot     | PF      | PS      | risultato        | avversaria            |
| -------- | -------------- | -------------- | -------------- | -------------- | -------------- | -------------- | ------- | ------- | ------- | ------- | ------- | ---------------- | --------------------- |
| 2004     | 2              | 0              | 0              | 2              | 76             | 7              | 2       | 0       | 2       | 102     | 33      | Campioni         | Lions Bergamo         |
| 2005     | 1              | 0              | 0              | 1              | 57             | 16             | 2       | 0       | 2       | 78      | 27      | Campioni         | Lions Bergamo         |
| 2006     | 2              | 0              | 0              | 2              | 79             | 37             | 2       | 0       | 2       | 83      | 18      | Campioni         | Flash de La Courneuve |
| 2007     | 2              | 0              | 0              | 2              | 110            | 8              | 2       | 0       | 2       | 133     | 35      | Campioni         | Marburg Mercenaries   |
| 2008     | -              | -              | -              | -              | -              | -              | 2       | 1       | 3       | 118     | 67      | Eurobowl         | Tirol Raiders         |
| 2009     | -              | -              | -              | -              | -              | -              | 0       | 1       | 1       | 3       | 14      | Quarti di finale | Flash de La Courneuve |
| 2010     | 2              | 0              | 0              | 2              | 59             | 0              | 2       | 1       | 3       | 113     | 63      | Eurobowl         | Berlin Adler          |
| 2011     | -              | -              | -              | -              | -              | -              | 1       | 1       | 2       | 25      | 25      | Semifinale       | Tirol Raiders         |
| 2012     | -              | -              | -              | -              | -              | -              | 2       | 1       | 3       | 73      | 47      | Eurobowl         | Calanda Broncos       |
| 2013     | -              | -              | -              | -              | -              | -              | 3       | 0       | 3       | 140     | 34      | Campioni         | Tirol Raiders         |
| Totale   | 9              | 0              | 0              | 9              | 381            | 68             | 16      | 5       | 21      | 868     | 357     |                  |                       |

Fonti: Enciclopedia del Football - A cura di Massimo Mezzetti

#### BIG6 European Football League
| Stagione | regular season | regular season | regular season | regular season | regular season | regular season | playoff | playoff | playoff | playoff | playoff | playoff   | playoff    |
|          | Vin            | Par            | Per            | Tot            | PF             | PS             | Vin     | Per     | Tot     | PF      | PS      | risultato | avversaria |
| -------- | -------------- | -------------- | -------------- | -------------- | -------------- | -------------- | ------- | ------- | ------- | ------- | ------- | --------- | ---------- |
| 2014     | 1              | 0              | 1              | 2              | 49             | 54             | -       | -       | -       | -       | -       | -         | -          |
| 2015     | 1              | 0              | 1              | 2              | 56             | 45             | -       | -       | -       | -       | -       | -         | -          |
| 2016     | 1              | 0              | 1              | 2              | 56             | 21             | -       | -       | -       | -       | -       | -         | -          |
| Totale   | 3              | 0              | 3              | 6              | 161            | 120            | -       | -       | -       | -       | -       |           |            |

Fonti: Enciclopedia del Football - A cura di Massimo Mezzetti

#### Central European Football League
| Stagione | regular season | regular season | regular season | regular season | regular season | regular season | playoff | playoff | playoff | playoff | playoff | playoff    | playoff       |
|          | Vin            | Par            | Per            | Tot            | PF             | PS             | Vin     | Per     | Tot     | PF      | PS      | risultato  | avversaria    |
| -------- | -------------- | -------------- | -------------- | -------------- | -------------- | -------------- | ------- | ------- | ------- | ------- | ------- | ---------- | ------------- |
| 2021     | -              | -              | -              | -              | -              | -              | 1       | 1       | 2       | 95      | 27      | Semifinale | Tirol Raiders |
| Totale   | -              | -              | -              | -              | -              | -              | 1       | 1       | 2       | 95      | 27      |            |               |

Fonti: Enciclopedia del Football - A cura di Massimo Mezzetti

### Riepilogo fasi finali disputate
| Anno             | Luogo                    | Evento                              | Fase del torneo  | Incontro                                                              | Risultato |
| 1984             |                          | American Football 2. Liga           | Finale           | Vienna Vikings - Linz Rhinos                                          | 28 - 22   |
| 28 giugno 1986   | Salisburgo               | AFL                                 | Austrian Bowl    | Graz Giants - Vienna Vikings                                          | 31 - 12   |
| 3 luglio 1988    | Vienna                   | AFL                                 | Austrian Bowl    | Graz Giants - Vienna Vikings                                          | 33 - 15   |
| 17 giugno 1989   | Salisburgo               | AFL                                 | Semifinale       | Salzburg Lions - Vienna Vikings                                       | 66 - 0    |
| 17 giugno 1990   | Vienna                   | AFL                                 | Semifinale       | Vienna Vikings - Graz Giants                                          | 8 - 28    |
| 22 luglio 2000   | Vienna                   | AFL                                 | Austrian Bowl    | Vienna Vikings - Tirol Raiders                                        | 34 - 28   |
| 3 luglio 2004    |                          | Austrian Football Division 1        | Silver Bowl      | Vienna Vikings 2 - Salzburg Bulls                                     | 21 - 12   |
| 10 luglio 2004   | Vienna                   | EFL                                 | Eurobowl         | Vienna Vikings - Lions Bergamo                                        | 53 - 20   |
| 17 luglio 2004   |                          | AFL                                 | Austrian Bowl    | Vienna Vikings - Tirol Raiders                                        | 20 - 28   |
| 9 luglio 2005    | Vienna                   | EFL                                 | Eurobowl         | Vienna Vikings - Lions Bergamo                                        | 29 - 6    |
| 22 luglio 2006   | Vienna                   | EFL                                 | Eurobowl         | Vienna Vikings - Flash de La Courneuve                                | 41 - 9    |
| 1º luglio 2007   | Vienna                   | EFL                                 | Eurobowl         | Vienna Vikings - Marburg Mercenaries                                  | 70 - 19   |
| 14 luglio 2007   | Vienna                   | AFL                                 | Austrian Bowl    | Vienna Vikings - Graz Giants                                          | 42 - 14   |
| 15 giugno 2008   | Wattens                  | AFL                                 | Austrian Bowl    | Tirol Raiders - Vienna Vikings                                        | 55 - 24   |
| 22 giugno 2008   | Vienna                   | Austrian Football Division Ladies   | Ladies Bowl      | Vienna Vikings Ladies - Graz Black Widows                             | 26 - 6    |
| 5 luglio 2008    | Innsbruck                | EFL                                 | Eurobowl         | Tirol Raiders - Vienna Vikings                                        | 28 - 24   |
| 6 luglio 2008    |                          | Austrian Football Division 1        | Silver Bowl      | Vienna Vikings 2 - Sankt Pölten Invaders                              | 28 - 10   |
| 17 maggio 2009   | Vienna                   | EFL                                 | Quarti di finale | Vienna Vikings - Flash de La Courneuve                                | 3 - 14    |
| 5 luglio 2009    |                          | Austrian Football Division Ladies   | Ladies Bowl      | Vienna Vikings Ladies - Budapest Wolves Ladies                        | 70 - 50   |
| 18 luglio 2009   | Graz                     | AFL                                 | Austrian Bowl    | Graz Giants - Vienna Vikings                                          | 19 - 22   |
| 26 giugno 2010   | Korneuburg               | AFL                                 | Semifinale       | Danube Dragons - Vienna Vikings                                       | 31 - 24   |
| 4 luglio 2010    | Vienna                   | EFL                                 | Eurobowl         | Vienna Vikings - Berlin Adler                                         | 31 - 34   |
| 7 novembre 2010  |                          | Austrian Football Division Ladies   | Ladies Bowl      | Vienna Vikings Ladies - Lower Austria Titans Ladies/Graz Black Widows | 40 - 24   |
| 28 maggio 2011   | Innsbruck                | EFL                                 | Semifinale       | Tirol Raiders - Vienna Vikings                                        | 13 - 10   |
| 29 maggio 2011   |                          | Austrian Football Division 1        | Semifinale       | Tirol Raiders JV - Vienna Vikings 2                                   | 48 - 10   |
| 23 giugno 2011   | Vienna                   | AFL                                 | Austrian Bowl    | Tirol Raiders - Vienna Vikings                                        | 23 - 13   |
| 26 giugno 2011   |                          | Austrian Football Division Ladies   | Ladies Bowl      | Vienna Vikings Ladies - Budapest Wolves Ladies                        | 27 - 12   |
| 17 giugno 2012   |                          | Austrian Football Division 1        | Semifinale       | Vienna Knights - Vienna Vikings 2                                     | 19 - 9    |
| 30 giugno 2012   |                          | Austrian Football Division Ladies 2 | Finale           | Vienna Vikings Ladies - Danube Dragons Ladies                         | 26 - 0    |
| 21 luglio 2012   | Vaduz                    | EFL                                 | Eurobowl         | Calanda Broncos - Vienna Vikings                                      | 27 - 14   |
| 28 luglio 2012   | Vienna                   | AFL                                 | Austrian Bowl    | Vienna Vikings - Tirol Raiders                                        | 48 - 34   |
| 6 ottobre 2012   |                          | Austrian Football Division Ladies   | Ladies Bowl      | Vienna Vikings Ladies - Budapest Wolves Ladies                        | 55 - 0    |
| 6 luglio 2013    | Innsbruck                | EFL                                 | Eurobowl         | Tirol Raiders - Vienna Vikings                                        | 14 - 37   |
| 7 luglio 2013    | Hohenems                 | Austrian Football Division 1        | Silver Bowl      | Cineplexx Blue Devils - Vienna Vikings 2                              | 49 - 48   |
| 28 luglio 2013   | Sankt Pölten             | AFL                                 | Austrian Bowl    | Vienna Vikings - Tirol Raiders                                        | 48 - 31   |
| 12 ottobre 2013  |                          | Austrian Football Division Ladies   | Ladies Bowl      | Vienna Vikings Ladies - Danube Dragons Ladies                         | 50 - 0    |
| 20 luglio 2014   |                          | AFL - Division Ladies               | Ladies Bowl      | Vienna Vikings Ladies - Danube Dragons Ladies                         | 25 - 0    |
| 26 luglio 2014   | Sankt Pölten             | AFL - Division I                    | Silver Bowl      | Vienna Vikings 2 - Carinthian Lions                                   | 49 - 20   |
| 26 luglio 2014   | Sankt Pölten             | AFL                                 | Austrian Bowl    | Vienna Vikings - Tirol Raiders                                        | 24 - 17   |
| 4 luglio 2015    |                          | AFL - Division I                    | Semifinale       | Vienna Vikings 2 - AFC Rangers Mödling                                | 13 - 24   |
| 11 luglio 2015   | Klagenfurt am Wörthersee | AFL                                 | Austrian Bowl    | Vienna Vikings - Tirol Raiders                                        | 0 - 38    |
| 1º novembre 2015 | Vienna                   | AFL - Division Ladies               | Ladies Bowl      | Vienna Vikings Ladies - Danube Dragons Ladies                         | 26 - 14   |
| 16 luglio 2016   |                          | AFL                                 | Semifinale       | Graz Giants - Vienna Vikings                                          | 7 - 3     |
| 30 ottobre 2016  |                          | AFL - Division Ladies               | Ladies Bowl      | Vienna Vikings Ladies - Budapest Wolves Ladies                        | 31 - 0    |
| 29 luglio 2017   | Klagenfurt am Wörthersee | AFL                                 | Austrian Bowl    | Vienna Vikings - Tirol Raiders                                        | 45 - 26   |
| 26 novembre 2017 | Vienna                   | AFL - Division Ladies               | Ladies Bowl      | Vienna Vikings Ladies - Danube Dragons Ladies                         | 27 - 0    |
| 7 luglio 2018    |                          | AFL - Division I                    | Semifinale       | Amstetten Thunder - Vienna Vikings 2                                  | 10 - 3    |
| 21 luglio 2018   | Sankt Pölten             | AFL                                 | Austrian Bowl    | Tirol Raiders - Vienna Vikings                                        | 51 - 48   |
| 17 novembre 2018 | Vienna                   | AFL - Division Ladies               | Ladies Bowl      | Vienna Vikings Ladies - Danube Dragons Ladies                         | 31 - 14   |
| 27 luglio 2019   | Sankt Pölten             | AFL                                 | Austrian Bowl    | Tirol Raiders - Vienna Vikings                                        | 42 - 34   |
| 16 novembre 2019 | Vienna                   | AFL - Division Ladies               | Ladies Bowl      | Vienna Vikings Ladies - Schwaz Hammers Ladies                         | 44 - 0    |
| 29 maggio 2021   | Innsbruck                | CEFL                                | Semifinale       | Tirol Raiders - Vienna Vikings                                        | 20 - 13   |
| 31 luglio 2021   |                          | AFL - Division I                    | Austrian Bowl    | Vienna Vikings 2 - Salzburg Football Team                             | 36 - 42   |
| 31 luglio 2021   | Sankt Pölten             | AFL                                 | Austrian Bowl    | Vienna Vikings - Tirol Raiders                                        | 14 - 35   |
| 14 novembre 2021 | Vienna                   | AFL - Division Ladies               | Ladies Bowl      | Vienna Vikings Ladies - Salzburg Ducks Ladies                         | 34 - 21   |
| 30 luglio 2022   | Sankt Pölten             | AFL                                 | Austrian Bowl    | Danube Dragons - Vienna Vikings                                       | 51 - 29   |
| 12 novembre 2022 | Telfs                    | AFL - Division Ladies               | Ladies Bowl      | Vienna Vikings Ladies - Telfs Patriots Ladies                         | 48 - 0    |
| 22 luglio 2023   | Stockerau                | AFL - Division III                  | Challenge Bowl   | Vienna Vikings 2 - AFC Grizzlies                                      | 21 - 7    |
| 29 luglio 2023   | Sankt Pölten             | AFL                                 | Austrian Bowl    | Vienna Dragons - Vienna Vikings                                       | 14 - 13   |
| 19 novembre 2023 | Vienna                   | AFL - Division Ladies               | Ladies Bowl      | Vienna Vikings Ladies - Telfs Patriots Ladies/Schwaz Hammers Ladies   | 58 - 0    |

## Palmarès
- 5 Eurobowl (2004, 2005, 2006, 2007, 2013)
- 16 Austrian Bowl (1994, 1996, 1999-2003, 2005, 2007, 2009, 2012-2014, 2017, 2020, 2025)
- 7 Silver Bowl (1984[10], 2004-2008, 2014)
- 1 Challenge Bowl (2023)
- 21 Ladies Bowl (2003-2023)
- 1 Campionato austriaco femminile di 2º livello (2012)
- 10 College Bowl (1991, 1998-2000, 2002-2005, 2008, 2010)
- 16 Jugend Bowl (1994-1998, 2001-2005, 2007-2009, 2011, 2013, 2014)
- 10 Schüler Bowl (1994-1999, 2004, 2005, 2009, 2013)
- 5 Mini Bowl (2003-2005, 2012, 2013)
- 1 Flag Bowl (2003)